# Пшеничников Анатолій Єгорович
Анатолій Єгорович Пшеничников (нар. 25 січня 1945, село Митрофанівка, тепер Нижньогірського району Автономної Республіки Крим) — український діяч, секретар парткому, голова колгоспу імені XXI з'їзду КПРС Джанкойського району Автономної Республіки Крим. Народний депутат України 1-го скликання.

## Біографія
Народився у родині робітника.
З 1962 року — робітник будівельної бригади, водій радгоспу «Більшовик» Красногвардійського району, водій Урицького районного об'єднання «Сільгосптехніка» Орловської області РРФСР; керуючий відділення радгоспу імені Урицького Урицького району Орловської області.
Закінчив Курський сільськогосподарський інститут імені Іванова, вчений агроном.
У 1973—1976 роках — агроном-насінник, головний агроном радгоспу імені Котовського Урицького району Орловської області РРФСР.
З 1976 року — керуючий відділення, заступник голови колгоспу, секретар парткому КПУ колгоспу імені XXI з'їзду КПРС Джанкойського району Кримської області.
Член КПРС з 1977 по 1991 рік.
18.03.1990 року обраний народним депутатом України, 2-й тур, 69,14 % голосів, 5 претендентів. Входив до груп «Аграрники», «Земля і воля». Член Комісії ВР України з питань агропромислового комплексу.
З 1994 року — голова колгоспу імені XXI з'їзду КПРС Джанкойського району Автономної Республіки Крим; голова Агропромислової колективної асоціації «Північний Крим».

## Нагороди
- орден «Знак Пошани»
- медалі